# Edoardo Menichelli
Edoardo Menichelli, né le 14 octobre 1939 à San Severino Marche dans la province de Macerata, est un prélat italien, archevêque métropolitain d'Ancône-Osime du 8 janvier 2004 au 14 juillet 2017, cardinal depuis le 14 février 2015.

## Biographie

### Jeunesse et prêtrise
Edoardo Menichelli est né à Serripola, hameau de San Severino Marche, province de Macerata, le 14 octobre 1939 et intègre le séminaire de San Severino Marche et Fano où il suit les cycles de philosophie et de théologie. Il poursuit ses  études à l'université pontificale du Latran à Rome où il obtient une licence en théologie pastorale.
Ordonné prêtre le 3 juillet 1965 pour le diocèse de San Severino Marche, il est vicaire paroissial et donne des cours de religion dans les écoles publiques.
À partir de 1968, il rejoint les services de la curie romaine où il d'abord official près le tribunal suprême de la Signature apostolique jusqu'à ce qu'il rejoigne la congrégation pour les Églises orientales en tant que secrétaire-adjoint. Il y fait la connaissance du cardinal Achille Silvestrini dont il devient secrétaire particulier.

### Évêque
Il est nommé archevêque métropolitain de Chieti-Vasto par le pape Jean-Paul II le 10 juin 1994 et il reçoit la consécration épiscopale le 9 juillet 1994 des mains du cardinal Silvestrini. Il reste dans cette charge jusqu'au 8 janvier 2004, date à laquelle il est nommé archevêque métropolitain d'Ancône-Osime.
Il est secrétaire de la commission pour la famille de la conférence épiscopale italienne et responsable pour la région ecclésiastique des Marches pour la famille, l’œcuménisme et la pastorale du temps libre.
Le pape accepte sa démission de sa charge épiscopale le 14 juillet 2017.  

### Cardinal
Il est créé cardinal le 14 février 2015 par le pape François, en même temps que 19 autres prélats,. Il reçoit alors le titre de Sacri Cuori di Gesù e Maria a Tor Fiorenza. Le 13 avril suivant, le pape François le nomme membre de la Congrégation pour les Églises orientales et membre du conseil pontifical pour la pastorale des services de la santé.